# ای جی لانگر
 ای جی لانگر (انگلیسی: A. J. Langer؛ زادهٔ ۲۲ مهٔ ۱۹۷۴) یک بازیگر سینما، و هنرپیشه اهل ایالات متحده آمریکا است. وی از سال ۱۹۸۷ میلادی تاکنون مشغول فعالیت بوده‌است.
از فیلم‌های معروف او می‌توان به فیلم با دیدلز آشنا شوید و فرار از لس آنجلس اشاره کرد.